# Szkaplerz

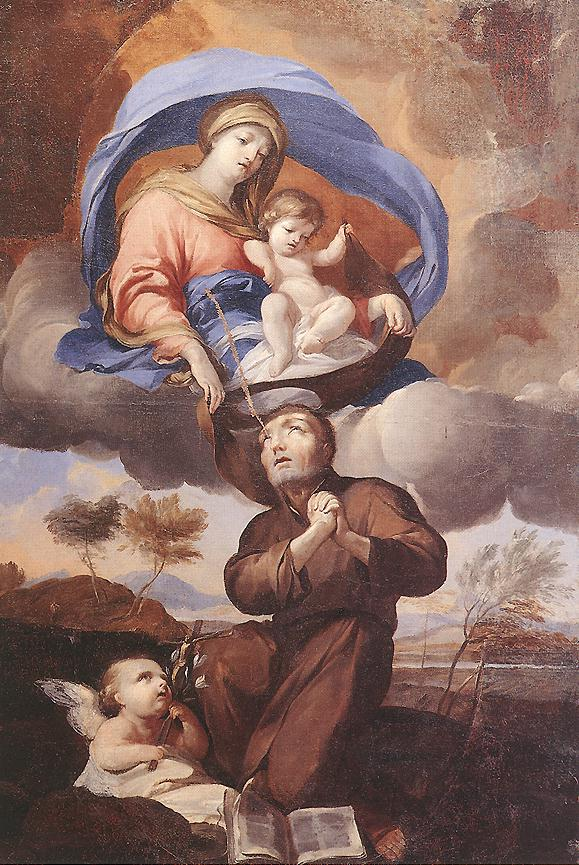
Szymon Stock otrzymuje szkaplerz z rąk Najświętszej Maryi Panny

Szkaplerz (łac. scapulare od scapula – ramiona, barki, plecy) – sakramentalium katolickie przyjmujące trzy formy:
- wierzchnia część habitu w niektórych zakonach (karmelici, karmelici bosi, dominikanie, benedyktyni, cystersi, trynitarze, serwici) w postaci szerokiego płata materiału z otworem na głowę, takiego samego z jakiego uszyta jest tunika i zazwyczaj w tym samym co ona kolorze. Szkaplerz okrywa barki oraz sięga na plecy i na piersi. W zakonach męskich na szkaplerz nakłada się pelerynkę z przyszytym do niej kapturem i płaszcz. Szkaplerza nie należy mylić z kukullą.
- dwa małe kawałki sukna z wyszytym imieniem Matki Bożej i Chrystusa, ew. ich wizerunkami, połączone tasiemkami, jeden noszony na piersi, drugi na plecach.
- medalik z wizerunkiem Maryi[1].

Najbardziej znane i popularne szkaplerze noszone obecnie przez wiernych świeckich, to: brązowy Szkaplerz karmelitański i niebieski Szkaplerz Niepokalanego Poczęcia Najświętszej Maryi Panny.

## Rys historyczny

Szkaplerz karmelitański (brązowy)

W nocy z 15 na 16 lipca 1251 w Aylesford w hrabstwie Kent w Anglii św. Szymon Stock, przełożony generalny zakonu karmelitów, miał otrzymać w prywatnym objawieniu od Matki Bożej obietnicę uniknięcia ognia piekielnego dla noszących karmelitański habit. 3 marca 1322 Jan XXII, miał wydać Bulla Sabbatina (Bullę Sobotnią) z przywilejem sobotnim, że: noszący szkaplerz karmelitański za życia, odmawiający codziennie Officium Parvum Beatae Virginis Mariae (Oficjum Małe Błogosławionej Dziewicy Maryi), zachowujący dodatkowy post ścisły we wszystkie środy i soboty oraz czystość według swojego stanu, uwolnieni będą od płomieni czyśćcowych w sobotę po śmierci. Legenda dotycząca obu wyżej wspomnianych wydarzeń, według historycznych badań, zaczęła się kształtować w środowisku karmelitów dopiero pod koniec XIV wieku, a w XV wieku stała się już powszechnie znana. Bulla Sobotnia, okazała się falsyfikatem i nigdy jej nie znaleziono w rejestrach Bullarium Romanum (Bullarium Rzymskiego). Nabożeństwo szkaplerzne do Matki Bożej z Góry Karmel należy zatem traktować jako ustanowione i zatwierdzone ostatecznie przez Kościół w XVI wieku. 12 sierpnia 1530 Klemens VII bullą Ex Clementi, zatwierdził i obdarzył duchowymi przywilejami karmelitańskie Bractwo Szkaplerzne. Przywileje szkaplerza karmelitańskiego zatwierdzali również papieże: Paweł II w 1534 i 1539, Pius V w 1564, Grzegorz XIII w 1577, Paweł V w 1613, Klemens X w 1637, Pius XI w 1922. W 1726 wspomnienie Matki Bożej z Góry Karmel obchodzone w dniu 16 lipca, rozciągnięto na cały Kościół i szkaplerz karmelitański stał się jedną z form pobożności Maryjnej w całym Kościele katolickim.

## Nałożenie szkaplerza

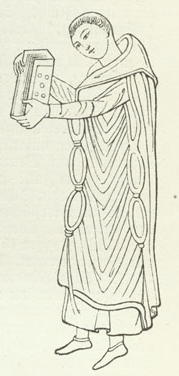
Mnich w szkaplerzu

Brązowy Szkaplerz Najświętszej Maryi Panny z Góry Karmel, może być ważnie nałożony wiernemu wyznania rzymskokatolickiego przez kapłana z zakonu karmelitów, albo karmelitów bosych lub każdego kapłana posiadającego upoważnienie od przełożonych karmelitów lub karmelitów bosych na przyjmowanie do Bractwa Szkaplerznego, przy zachowaniu zatwierdzonego przez Kościół specjalnego na tę okoliczność obrzędu. Podczas Obrzędu błogosławieństwa i nałożenia Szkaplerza następuje nałożenie szkaplerza tak, jak ma być noszony: jedna część na piersiach, druga na plecach. Dla ważności przyjęcia szkaplerza podczas tej ceremonii nie wolno posługiwać się medalikiem szkaplerznym, ale można go potem nosić zastępując nim ważnie nałożony i przyjęty szkaplerz. Kapłan przyjmujący wiernego do brązowego szkaplerza Karmelu naznacza mu odmawianie codzienne jakiejś modlitwy Maryjnej, zazwyczaj Pod Twoją Obronę lub Witaj Królowo, której odmawianie nie obowiązuje pod grzechem. Przyjmujący szkaplerz karmelitański może dowolnie przystąpić do Bractwa szkaplerznego lub nie zrzeszać się. Przyjęcie szkaplerza odnotowuje się w Księdze Bractwa Szkaplerznego.

## Medalik szkaplerzny
16 grudnia 1910 św. papież Pius X dekretem Świętego Oficjum pozwolił zamiast szkaplerza nosić medalik szkaplerzny. Ten medalik zastępujący szkaplerz musi być z metalu. Dekret ten określa, że na awersie medalika szkaplerznego ma być wizerunek Pana Jezusa z Jego Sercem Najświętszym, a na rewersie wizerunek Najświętszej Dziewicy (uwaga: dowolny wizerunek Matki Bożej). Jeden taki medalik wystarczy nosić za wszystkie szkaplerze, lecz tylko wtedy, jeśli się je miało ważnie nałożone. Szkaplerz sukienny i medalik szkaplerzny mają taką samą wartość duchową.

## Objaśnienia
Przyjęcie do Szkaplerza dokonuje się tylko jeden raz. Gdy zniszczy się szkaplerz albo zgubi medalik szkaplerzny, wówczas zastępuje się go nowym i nakłada samemu sobie prywatnie. Nie jest wymagane poświęcenie nowego szkaplerza, choć może to zrobić każdy kapłan. Wierny, który przestanie nosić szkaplerz lub medalik szkaplerzny, a powróci potem do praktykowania jego noszenia i odmawiania modlitw określonych podczas jego przyjęcia, nie musi ponawiać obrzędu przyjęcia do Szkaplerza. Zmniejszona wersja brązowego szkaplerza karmelitańskiego składa się z dwóch małych prostokątów sukiennych (najczęściej wełnianych), co najmniej o szerokości 2 cm i długości 3 cm (dawnej 20 na 25 cm), połączonych ze sobą dwiema tasiemkami lub sznurkami. Nosi się go tak, że jedna część leży na piersiach, a druga na plecach wiernego. Naszyte na szkaplerzach karmelitańskich obrazki lub wyhaftowane symbole religijne nie są koniecznie potrzebne, ale często można je spotkać. Istnieją różne szkaplerze zatwierdzone przez Kościół, przeznaczone dla wiernych świeckich i duchownych, najczęściej związane są z danym zakonem lub specyficznym nabożeństwem i powiązane z określonym bractwem czyli konfraternią. Ta sama osoba może być przyjęta do rozmaitych szkaplerzy i może zyskiwać wszystkie odpusty do nich przywiązane, byleby spełniała przepisane warunki. By zostać uczestnikiem odpustów i przywilejów danego szkaplerza, wymaga się:
- aby go poświęcił i nałożył kapłan do tego upoważniony, chyba że w tekście (danego szkaplerza) inaczej podano,
- by szkaplerz nałożony był stale noszony,
- żeby spełniać warunki przepisane do danego szkaplerza[5].

## Obietnice
- Kto umrze odziany szkaplerzem świętym, nie zazna ognia piekielnego.
- Noszący(a) szkaplerz jako czciciel(ka) Matki Bożej zapewnia sobie Jej opiekę co do duszy i ciała w tym życiu i szczególną pomoc w godzinie śmierci.
- Każdy(a), kto pobożnie nosi szkaplerz i zachowuje czystość według stanu, zostanie wybawiony(a) z czyśćca w sobotę po swej śmierci[6].
- Ci, którzy przyjęli szkaplerz, są złączeni z zakonem karmelitańskim i mają udział w jego duchowych dobrach za życia i po śmierci, a więc: we Mszach świętych, Komuniach świętych, umartwieniach, odpustach, modlitwach, postach itp.[7][2]

## Obowiązki
- Naśladować cnoty Najświętszej Dziewicy i szerzyć Jej cześć.
- Dniem i nocą nosić na sobie szkaplerz.
- Odmawiać codziennie modlitwę naznaczoną w dniu przyjęcia do Szkaplerza (zazwyczaj Pod Twoją Obronę, Witaj Królowo).
- Czynić dobrze bliźnim[2].

## Praktyki zalecane noszącym szkaplerz święty
- Przynajmniej raz w miesiącu, jeżeli pozwolą na to warunki oraz w święta Matki Bożej przystępować do Spowiedzi i Komunii świętej.
- Nawiedzać często kościół i przynajmniej przez kilka minut modlić się do Matki Bożej.
- Od czasu do czasu z miłości do Matki Bożej wyrzec się czegoś dozwolonego (drobne umartwienia)[2].

## Łączenie szkaplerzy
Ten, kto nosi więcej szkaplerzy, może je wszystkie razem połączyć, idąc za przykładem św. Alfonsa Marii Liguori, Doktora Kościoła i nosić je na dwóch sznurkach lub tasiemkach. Każdy z połączonych szkaplerzy musi być prawdziwym szkaplerzem, który wcześniej ważnie się przyjęło. Gdyby jednak między połączonymi szkaplerzami znajdował się czerwony Szkaplerz Męki Pańskiej, wówczas sznurki lub tasiemki muszą być wełniane i czerwone. Przepisom kościelnym odpowiadają praktyczne sposoby łączenia kilku szkaplerzy:
- Szkaplerze, zachowując ich sznurki lub tasiemki, zszyje się razem na górnym brzegu.
- Wszystkie szkaplerze zszyje się na górnym brzegu i połączy się je dwoma tylko sznurkami lub tasiemkami.
- Dozwolone jest jeszcze zszycie wszystkich szkaplerzy przez środek, lecz tak, aby z trzech boków można było każdy szkaplerz od innych odłączyć. Do noszenia kilku szkaplerzy, w podany sposób połączonych, nie potrzeba osobnego pozwolenia[8].

## Szkaplerze
- Szkaplerz Najświętszej Maryi Panny z Góry Karmel, zwany Szkaplerzem brązowym, brązowy (karmelici, karmelici bosi). Zapoczątkowany przez św. Szymona Stocka w 1251. Zatwierdzony oficjalnie przez Klemensa VII w 1530. Noszony przez karmelitańskie Bractwo szkaplerzne i przez tercjarzy karmelitańskich. Najbardziej rozpowszechniony i znany wśród szkaplerzy katolickich. Nosili go: św. Robert Bellarmin, św. Piotr Klawer, św. Alfons Maria Liguori, św. Jan Maria Vianney, św. Wincenty Pallotti, św. Jan Bosko, bł. Józefa Naval Girbès, św. Bernadeta Soubirous, św. Josemaría Escrivá de Balaguer, św. Jan Paweł II[9].
- Szkaplerz Niepokalanego Poczęcia Najświętszej Maryi Panny, zwany Szkaplerzem niebieskim, niebieski (teatyni, marianie). Propagowany przez marianów niebieski szkaplerz jest na czerwonych tasiemkach, zgodnie z Regułą 10 Cnót Ewangelicznych Najśw. Maryi Panny (Rozdz. X). Zapoczątkowany przez czcigodną Urszulę Benincasę (1547–1618) 2 lutego 1617, która otrzymała od Maryi i Jezusa 10 obietnic związanych z jego noszeniem. Jej mistyczne dary i łaski były badane i potwierdzone jako autentyczne przez św. Filipa Neri, pod którego kierownictwo duchowe polecił ją Grzegorz XIII. Zatwierdzony Breve papieskim w 1671 przez Klemensa X. Obdarzony licznymi odpustami przez Klemensa XI. Bł. Pius IX w 1847 i 1856 obdarzył go nowymi odpustami i przywilejami. Ze wszystkich szkaplerzy zatwierdzonych przez Kościół katolicki Szkaplerz niebieski posiadał największą ilość odpustów i przywilejów nadanych przez papieży. Noszony przez Arcybractwo Niepokalanego Poczęcia Najświętszej Maryi Panny Matki Bożej, powstałe w 1894 przy bazylice Sant'Andrea della Valle w Rzymie. Nosili go: św. Alfons Maria Liguori, św. Dominik Savio, św. Pius X, św. Stanisław Papczyński, s. B. Kazimierz Wyszyński, bł. Jerzy Matulewicz[10].
- Szkaplerz Niepokalanego Serca Maryi, zwany Szkaplerzem zielonym, albo Szkaplerzem nawrócenia, zielony. Składa się zazwyczaj z jednego płatka, zawieszonego na zielonej tasiemce, bądź bez tasiemek, ale może też składać się z dwóch płatków. Na awersie zielonego płatka naszyty jest wizerunek Niepokalanego Serca Maryi przeszyty mieczem, a wokół niego napis: Niepokalane Serce Maryi, módl się za nami teraz i w godzinę śmierci naszej. Na rewersie naszyty jest wizerunek całej sylwetki Maryi w tunice i płaszczu, bez welonu i trzymającą w dłoniach serce z którego wychodzą promienie. Nie posiada własnej ceremonii poświęcenia i nałożenia, wystarczy zwykła formuła dla poświęcenia dewocjonaliów. Każdy ksiądz katolicki może go poświęcić, a jego noszenie nie wiąże się ze wstąpieniem do bractwa, ani z wpisaniem do specjalnej Księgi, nie ma do niego przywiązanych obowiązkowych modlitw codziennych, ale też nie wiąże się z jego noszeniem zyskiwanie odpustów. Można go też nosić w portfelu lub zaszyty do poduszki lub ubrania. Zapoczątkowany 18 stycznia 1840 przez Justynę Bisgueyburu, szarytkę (1817–1903). Zatwierdzony przez bł. Piusa IX w 1863[11].
- Tzw. Mały Szkaplerz Serca Jezusowego, biały. Składa się zazwyczaj z jednego płatka przypiętego do piersi, bądź zawieszonego na tasiemce. Na białym płatku naszyty jest wizerunek Serca Jezusa otoczonego cierniową koroną i napisem: Stój! Serce Jezusa jest ze mną, lub Przyjdź królestwo Twoje. Zapoczątkowany przez Magdalenę Remuzat w 1720 podczas morowej zarazy w Marsylii. Zatwierdzony 28 października 1872 przez bł. Piusa IX.
- Szkaplerz Najświętszego Serca Jezusa, biały (misjonarze oblaci Maryi Niepokalanej, misjonarze Najświętszego Serca Jezusa). Zapoczątkowany objawieniami Matki Bożej w Pellevoisin we Francji w 1876. Zaaprobowany przez Kościół w 1900[12].
- Szkaplerz Niepokalanego Serca Błogosławionej Maryi Dziewicy, biały (klaretyni). Zapoczątkowany przez José Xifré w 1877. Zatwierdzony przez bł. Piusa IX w 1877[13].
- Szkaplerz Najświętszych Serc Jezusa Konającego i Serca Maryi Matki Bolesnej, biały. Zatwierdzony przez Kongregację Obrzędów w 1900[14].
- Szkaplerz Najświętszego Oblicza Pana Jezusa, biały. Noszony przez członków Arcybractwa Najświętszego Oblicza Pana Jezusa. Zatwierdzony przez Leona XIII 1 października 1885[15].
- Szkaplerz Siedmiu Boleści Najświętszej Maryi Panny, zwany Szkaplerzem czarnym, albo Szkaplerzem Matki Bożej Bolesnej lub Szkaplerzem Matki Boskiej od Siedmiu Boleści, czarny (serwici). Zapoczątkowany w 1240. Rozpowszechniany przez serwitów od 1266. Zatwierdzony w 1424 przez Marcina V i 25 października 1495 przez Aleksandra VI. Noszony przez Bractwo Siedmiu Boleści Matki Bożej i przez tercjarzy serwitów. Zastępowany był medalikiem Matki Bożej Bolesnej z 7 mieczami przeszywającymi Jej Serce[16].
- Szkaplerz Przenajdroższej Krwi Chrystusa, czerwony (misjonarze Krwi Chrystusa). Szkaplerz ten składa się z dwóch czerwonych płatków większego i mniejszego (wyjątkowo wśród szkaplerzy), połączonych ze sobą tasiemkami: większego, noszonego na piersiach i mniejszego, noszonego na plecach. Na większym płatku znajduje się wizerunek kielicha adorowanego przez dwóch Aniołów. Na drugim, mniejszym płatku nie ma żadnego wizerunku. Zapoczątkowany 8 grudnia 1808 przez św. Kaspra del Bufalo i kanonika Franciszka Albertini. Zatwierdzony przez Piusa VII w 1815. Noszony przez Arcybractwo Krwi Chrystusa w Rzymie obdarzone przez Kościół licznymi odpustami i przez Pobożne Zjednoczenie Przenajdroższej Krwi (obecnie Wspólnota Krwi Chrystusa)[17].
- Szkaplerz Męki Pańskiej, zwany Szkaplerzem czerwonym, czerwony (lazaryści (misjonarze)). Zapoczątkowany przez Apolonię Andriveau, szarytkę 14 września 1846. Na jednym płatku znajduje się wizerunek ukrzyżowanego Zbawiciela, pod nim narzędzia Męki Pańskiej i napis Święta męko Pana naszego Jezusa Chrystusa zbaw nas. Na drugim płatku wizerunek Serc Jezusa i Maryi z Krzyżem między nimi oraz napis Najświętsze serca Jezusa i Maryi strzeżcie nas. Zatwierdzony i obdarzony odpustami 25 czerwca 1847 przez bł. Piusa IX[18].
- Czarny Szkaplerz Męki Pańskiej, czarny, (pasjoniści). Zatwierdzony przez Piusa IX 22 września 1861. Noszony przez Stowarzyszenie Najświętszego Krzyża i Męki Pana Naszego Jezusa Chrystusa. Benedykt XV nadał odpusty breve Probe Novimus z 26 lutego 1918. Nosili go: św. Gemma Galgani[19].
- Szkaplerz Matki Bożej Uzdrowienia Chorych, czarny (kamilianie). Noszony przez Bractwo Matki Bożej Uzdrowienia Chorych, założone przez Ferdynanda Vicari, zatwierdzone w 1860 przez Piusa IX[20].
- Szkaplerz Trójcy Przenajświętszej, zwany Szkaplerzem białym, biały (trynitarze). Zapoczątkowany przez św. Jana de Matha i św. Feliksa de Valois w 1193/1194. Na obu białych płatkach szkaplerza znajduje się krzyż trynitarski, złożony z niebieskiej belki poprzecznej symbolizującej Boga Ojca na którą naszyta jest czerwona belka pionowa symbolizująca Syna Bożego, na białym tle symbolizującym Ducha Świętego. Zatwierdzony przez Innocentego III w 1198. Noszony przez Bractwo Przenajświętszej Trójcy od Wykupu Niewolników i przez tercjarzy trynitarskich. Nosili go: bł. Anna Maria Taigi, bł. Elżbieta Canori Mora[21].
- Szkaplerz Matki Bożej Miłosierdzia, biały (mercedariusze). Zapoczątkowany w 1246 przez św. Piotra Nolasco. Noszony przez Bractwo Błogosławionej Maryi Dziewicy Miłosierdzia od Wykupu Niewolników i przez tercjarzy mercedariuszy[22].
- Szkaplerz Matki Bożej Dobrej Rady, biały (augustianie). Na jednym płatku naszyty jest wizerunek Matki Bożej z Dzieciątkiem Jezus, a na drugim płatku wizerunek herbu papieskiego (tiara i klucze św. Piotra) i napis: Moje dziecko, idź za Jej radami, zatwierdzony przez Leona XIII w 1893. Noszony przez członków Bractwa Matki Bożej Dobrej Rady, ustanowionego przez Benedykta XIV. Nosili go: Leon XIII[23].
- Szkaplerz św. Michała Archanioła, niebiesko-czarny, w kształcie tarczy (jeden płatek niebieski, drugi czarny), na tasiemkach (jednej niebieskiej, drugiej czarnej). Na obu płatkach-tarczach naszyty jest wizerunek św. Michała Archanioła i napis: Któż jak Bóg!. Noszony przez Arcybractwo św. Michała Archanioła, powstałe przy kościele św. Eustachego w Rzymie w 1878 i zatwierdzone przez Leona XIII w 1880[24].
- Szkaplerz św. Józefa, fioletowo-żółto-biały (kapucyni). Na Zatwierdzony przez Leona XIII w 1893. Noszony przez Bractwo św. Józefa, Opiekuna Kościoła Świętego[25].
- Szkaplerz św. Benedykta, czarny (benedyktyni). Noszony przez oblatów benedyktyńskich i Bractwo św. Benedykta istniejące przy klasztorach benedyktyńskich kongregacji Cassino i Subiaco. Zatwierdzony oficjalnie w 1845. Zastąpiony od 1950 za pozwoleniem Stolicy Apostolskiej przez medalik św. Benedykta. Nosili go: św. Franciszka Rzymianka[26].
- Szkaplerz św. Franciszka, zwany Szkaplerzem franciszkańskim, albo Szkaplerzem serafickim, czarny, albo szary lub brązowy (franciszkanie, franciszkanie konwentualni, kapucyni). Zapoczątkowany przez Juliusza II w 1508. Zatwierdzony przez Klemensa XI w 1704. Noszony dawniej przez franciszkanów świeckich. Można go było zastąpić od 1957 medalikiem św. Franciszka. Zastąpiony obecnie drewnianym krzyżykiem Tau zawieszonym na sznurku lub rzemyku z trzema węzełkami, zwanym tauką (tałką) franciszkańską.
- Szkaplerz św. Dominika, biały (dominikanie). Zapoczątkowany przez bł. Reginalda z Orleanu (+1220). Obdarzony odpustami przez św. Piusa X w 1903. Noszony przez dominikanów świeckich. Można go zastąpić medalikiem św. Dominika. Nosili go: św. Katarzyna ze Sieny, św. Katarzyna del Ricci, św. Róża z Limy, bł. Bartłomiej Longo, bł. Piotr Jerzy Frassati.
- Szkaplerz św. Norberta, biały (norbertanie (premonstratensi)). Zapoczątkowany przez św. Norberta w 1128. Zaliczany do najstarszych szkaplerzy w Kościele katolickim. Noszony przez tercjarzy norbertańskich. Zastępowany medalikiem  z wizerunkiem Najśw. Sakramentu w monstrancji adorowanej przez dwóch klęczących Aniołów po obu stronach i napisem Król Aniołów (na awersie) oraz wizerunkiem Maryi jako Niepokalane Poczęcie z Cudownego Medalika (na rewersie).
- Szkaplerz pięcioraki, (redemptoryści), to zszyte ze sobą za pomocą czerwonej nitki górne krawędzie 5 szkaplerzy w następującej kolejności: 1. Szkaplerz Trójcy Przenajświętszej (biały) trynitarzy i trynitarzy bosych (na samym wierzchu), 2. Szkaplerz Niepokalanego Poczęcia Najświętszej Maryi Panny (niebieski) teatynów i marianów (pod spodem), 3. Szkaplerz Najświętszej Maryi Panny z Góry Karmel (brązowy) karmelitów i karmelitów bosych (w samym środku), 4. Szkaplerz Siedmiu Boleści Najświętszej Maryi Panny (czarny) serwitów (pod spodem), 5. Szkaplerz Męki Pańskiej (czerwony) lazarystów i szarytek (na samym spodzie). Szkaplerz pięcioraki musiał być koniecznie na czerwonych tasiemkach (warunek czerwonego Szkaplerza Męki Pańskiej), a kiedy uległ zniszczeniu i sporządziło się nowy, wówczas musiał być poświęcony na nowo (warunek białego Szkaplerza Trójcy Przenajświętszej). Zapoczątkowany przez św. Alfonsa Marię Liguori dla założonego przez siebie zgromadzenia redemptorystów. Po śmierci św. Alfonsa redemptoryści dodali jeszcze czerwony Szkaplerz Męki Pańskiej, ustalając ostatecznie Szkaplerz pięcioraki, zwany niekiedy Szkaplerzem redemptorystów. Formułkę poświęcenia i nałożenia razem 5 szkaplerzy, Kościół katolicki umieścił w Rytuale Rzymskim i w polskiej wersji Collectio ritum, ale tej formułki nie wolno używać żadnemu kapłanowi bez osobnego pozwolenia Stolicy Apostolskiej.